# 盛岡つなぎ温泉
盛岡つなぎ温泉（もりおかつなぎおんせん）は、岩手県盛岡市（旧国陸奥国、明治以降は陸中国）にある温泉である。岩手山を望む御所湖というダム湖の畔に位置しており、「盛岡の奥座敷」とも呼ばれている。
歴史的には「つなぎ温泉（繋温泉）」と称されてきた。知名度向上のため、2023年4月1日に「盛岡つなぎ温泉」に名称変更した。

## 泉質
- 単純硫黄泉
  - phは8.7〜9.5と高いアルカリ性である。
  - 源泉は6か所あり、いずれも毎分2000ℓもの温度が高いお湯が湧出している[4]。

## 温泉街
宿泊施設のほか、保養所や有料老人ホーム、デイサービス施設等も存在する。
温泉街にある温泉神社（つなぎ温泉神社）は薬師神社ともいい、毎年9月8日には祭礼が開かれる。また5月から11月にかけて毎月1日には「いちの市」が開催されている。

## 歴史
前九年の役で源義家が安倍貞任を攻めたときに、陣を張った場所（湯の舘）に湯が湧いているのを発見したのが最初と伝えられる。義家はその近くにあった穴のあいた石に馬を繋いで湯に入ったことから、石は「つなぎ石（繋石）」と呼ばれており温泉の名前の由来になった。
2007年（平成19年）5月には「やまいち手湯」、2009年（平成21年）7月には「ねこいし足湯」が完成した。
2013年8月9日からの豪雨では旅館や源泉施設が被害を受けたほか、足湯への土砂の流入などが発生した。
2023年4月1日には「盛岡つなぎ温泉」に名称変更した。観光協会には岩手県内のどこが所在地か問い合わせが多かったことなどから、知名度の向上を図るため変更された。

## 周辺観光施設
御所湖を挟んだ位置にある。
- 盛岡手づくり村
- 小岩井農場
- 御所湖広域公園

また、近隣の温泉として、鶯宿温泉がある。